# 毛家山（黄海学院）站
毛家山（黄海学院）站是青岛地铁6号线的地铁车站，位于中华人民共和国山东省青岛市黄岛区胶州湾东路与白石山路交叉口，于2024年4月26日开通。

## 车站结构
毛家山（黄海学院）站位于胶州湾东路与白石山路交叉口，沿胶州湾东路设置，呈东西走向，为地下两层岛式站台车站，车站长218米，宽19米，车站地下一层为站厅层，地下二层为站台层，站台设置全高站台门。
| 地面              | 出入口 | A、C、D出入口 |
| 地下一层          | 站厅   | 客服中心、自动售票机、验票机                                                                                          |
| 地下二层          | 站台   | \| \| \| 6号线往灵山湾（赵家庙（影视产业园）） \| \| 島式 · 開左邊车门 \| \| \| \| \| \| 6号线往横云山路（西门外） \| |
|                   |        | 6号线往灵山湾（赵家庙（影视产业园））                                                                                 |
| 島式 · 開左邊车门 |        | |
|                   |        | 6号线往横云山路（西门外）                                                                                             |

## 出入口
毛家山（黄海学院）站目前开放3个出入口，各出口及周围设施如下所示：
| 编号                | 指示           | 建议前往的目的地         | 图片 |
| ------------------- | -------------- | ------------------------ | ---- |
| A · 出口 · （设有） | 胶州湾东路(北) | 青岛黄海学院，毛家山景区 |      |
| C · 出口            | 胶州湾东路(南) |                          |      |
| D · 出口            | 胶州湾东路(南) | 青岛黄海学院             |      |
| 图例： 设有         |                |                          |      |

## 接驳交通

### 公交车
- 黄海学院北：黄岛309路，黄岛310路，黄岛33路，黄岛K19路

## 车站历史
本站工程名为黄海学院站，公示站名为毛家山站，正式站名为毛家山（黄海学院）站，以车站所处的毛家山村与附近的青岛黄海学院命名。
- 2021年9月23日，车站主体结构现浇段封顶[6]。
- 2023年2月23日，车站主体结构拼装封顶[2]。
- 2024年4月26日，车站随6号线一期通车开通[1]。